# Bustrofedon

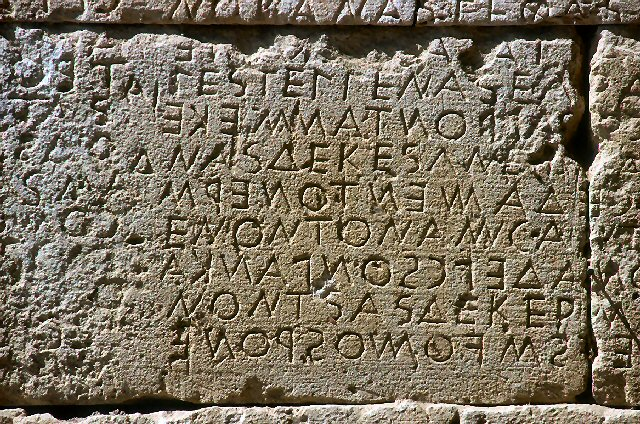
Kodeks z Gortyny zapisany bustrofedonem

przykład w języku polskim

Bustrofedon (gr. βουστροφηδόν, boustrophedon, „bruzdy, jakie znaczy pługiem wół” – bous „wół", strophe „bruzda") – sposób pisania w kolejnych wierszach tekstu na przemian od prawej do lewej, i od lewej do prawej. 
Stosowany w piśmie greckim przez dłuższy czas w okresie różnicowania się tego pisma od jego pierwowzoru, czyli pisma fenickiego, w którym litery stawiano od prawej do lewej. W bustrofedonie w wierszach zapisywanych od prawej do lewej litery także były zapisywane w odbiciu lustrzanym. Ten sposób zapisu zanikł w VI wieku p.n.e.